# Curtis Fowlkes
Curtis Fowlkes (Nueva York, 19 de marzo de 1950-Brooklyn, Nueva York, 31 de agosto de 2023) fue un trombonista estadounidense de jazz contemporáneo, conocido sobre todo por ser uno de los fundadores del grupo Jazz Passengers.

## Historial
Fowlkes comenzó su carrera con el grupo The Lounge Lizards, que lideraba el saxofonista John Lurie. En 1987, junto con el también saxofonista Roy Nathanson, fundó el grupo "The Jazz Passengers", una banda ecléctica cuyo objetivo era "devolver el humor al jazz". 
Fowlkes ha tocado también como acompañante en numerosas grabaciones de rock y jazz. Ha trabajado con el contrabajista Charlie Haden, en su Liberation Music Orchestra (1996), y con la Ellington Orchestra liderada por Louie Bellson.  Ha grabado y actuado con Bill Frisell, John Zorn, Marc Ribot, Henry Threadgill, Sheryl Crow, Andy Summers, Cibo Matto, Jeb Loy Nichols, y el comediante Harry Shearer.  Se incorporó un tiempo a los Kansas City All-Stars, con los que aparece en el film de Robert Altman, Kansas City.
Dirigió una banda de seis miembros, Catfish Corner, con los que grabó su primer álbum, titulado Reflect, en 1999. Curtis ha grabado con el Charlie Hunter Quintet en 2003, disco publicado bajo el título "Right Now Move".